# Афріц-ам-Зее
Афріц-ам-Зее (нім. Afritz am See, словен. Zobrce) — громада в провінції Каринтія, Австрія. Належить до округу Філлах-Ланд.
Громада лежить в долині Гегенд серед гір Нок в західній частині гірського хребта Гуркталь на південному березі невеличкого озера Афріц. Вона об'єднує дві кадастрові громади: Афріц та Берг-об-Афріц.

## Історія
Загублену в горах долину заселили лише під кінець Середньовіччя. Уперше  Афріц згадується в угоді  1408 року як власність графів Ортенбургів. 
1973 року громаду об'єднали з сусідньою Фельд-ам-Зе, але з 1991-го вона знову отримала статус окремої громади. Закінчення ам-Зее додали в 2000-у, в основному для приваблення туристів, хоча офіційно озеро Афріц належить громаді Фельд-ам-Зее.

## Відомі люди
- Гельмут Маєр — гірськолижник
- Маттіас Маєр — гірськолижник